# 108P/Ciffreo
108P/Ciffreo – kometa krótkookresowa, należąca do rodziny komet Jowisza.

## Odkrycie
Kometa została odkryta 8 listopada 1985 roku przez Jacqueline Ciffreo w obserwatorium astronomicznym w Caussols we Francji.

## Orbita komety i właściwości fizyczne
Orbita komety 108P/Ciffreo ma kształt elipsy o mimośrodzie 0,54. Jej peryhelium znajduje się w odległości 1,71 j.a., aphelium zaś 5,78 j.a. od Słońca. Jej okres obiegu wokół Słońca wynosi 7,24 roku, nachylenie orbity do ekliptyki to wartość 13,1˚.
Jądro tej komety ma średnicę 3,2 km.